# Henry Morton Robinson
Henry Morton Robinson (Boston, 7 settembre 1898 – New York, 13 gennaio 1961) è stato uno scrittore, poeta e saggista statunitense, noto principalmente per il romanzo Il cardinale, pubblicato nel 1950.

## Biografia

### Formazione e attività professionale
Nato a Boston, nel Massachusetts, il 7 settembre 1898, prestò servizio nella Marina degli Stati Uniti durante la prima guerra mondiale, con il grado di gunner's mate di terza classe. Al termine del conflitto si iscrisse al Columbia College di New York, dove si laureò nel 1923.
Nei primi anni successivi alla laurea insegnò letteratura inglese presso la Columbia University. In seguito intraprese la carriera editoriale, ricoprendo il ruolo di senior editor per la rivista Reader's Digest.

### Attività letteraria
Robinson esordì come autore di poesie e successivamente si dedicò anche a saggi storici e opere narrative. Nel 1944 pubblicò, in collaborazione con Joseph Campbell, il saggio critico A Skeleton Key to Finnegans Wake, uno dei primi tentativi sistematici di interpretazione dell'opera di James Joyce.
Il suo maggiore successo fu Il cardinale, pubblicato nel 1950, romanzo che narra l'ascesa ecclesiastica di Stephen Fermoyle, giovane sacerdote di origini irlandesi attivo nella Boston della prima metà del XX secolo. Ambientato tra gli Stati Uniti e Roma, il romanzo affronta i temi della vocazione religiosa, dell'autorità ecclesiastica e del conflitto tra dovere e sentimento personale. L'opera ottenne ampio riscontro di pubblico e fu considerata da alcuni critici come ispirata, almeno in parte, alla figura del cardinale Francis Joseph Spellman.
Nel 1963 il romanzo fu adattato per il cinema nel film omonimo diretto da Otto Preminger, interpretato da Tom Tryon. Il film ottenne sei candidature ai Premi Oscar.
Nel 1960 Robinson pubblicò il suo ultimo romanzo, Water of Life, ambientato nell'Indiana e incentrato su una famiglia coinvolta nella produzione clandestina di whiskey nell'arco di tre generazioni. Il romanzo fu accolto favorevolmente dalla critica per l'ampiezza narrativa e la costruzione storica.

### Vita privata e morte
Nel 1926 si sposò con Gertrude Ludwig, da cui ebbe tre figli, tra cui Anthony Robinson, anch'egli attivo in ambito letterario.
Nel dicembre 1960 fu ricoverato a seguito di gravi ustioni riportate durante un bagno, verosimilmente causate dalla perdita di conoscenza in stato sedativo. Morì il 13 gennaio 1961 in un ospedale di New York per complicazioni legate alle lesioni riportate. È sepolto presso l'Artists Cemetery di Woodstock, nello Stato di New York.